# Ludlow Falls (Ohio)
Pour les articles homonymes, voir Ludlow Falls.
Ludlow Falls est un village américain situé dans le comté de Miami, dans l'Ohio. Selon le recensement de 2010, sa population est de 208 habitants.